# José Guadalupe Posada
José Guadalupe Posada (Aguascalientes, 1852 - Cidade do México, 1913) foi um artista mexicano que produziu litografias, desenhos e gravuras relacionadas ao contexto político mexicano de sua época, principalmente ao governo do general Porfirio Díaz e ao início da Revolução Mexicana, exibidas principalmente em periódicos e panfletos. Suas obras mais reconhecidas atualmente são as representações de calaveras, caveiras vestidas e envolvidas em atividades diversas, imagens associadas com as culturas pré e pós-coloniais. Seu trabalho foi recuperado por artistas mexicanos do movimento muralista, como Diego Rivera e José Clemente Orozco.  

## Biografia e Obra
José Guadalupe Posada nasceu na cidade de Aguascalientes, no estado mexicano homônimo, no dia 2 de fevereiro de 1852, filho de Germán Posada Serna, um padeiro, e de Petra Aguilar Portilo. Aos 18 anos, após iniciar seus estudos artísticos numa academia, sua única educação formal, Guadalupe Posada trabalhou como aprendiz no estúdio do artista José Trinidad Pedroza. Pouco tempo depois, começou a produzir ilustrações de teor político para o jornal local de Aguascalientes chamado “El Jicote” (“A Vespa”). O jornal enfrentou problemas com a censura e teve que ser fechado depois de criticar um político local. Após viver um período na cidade de León, onde instalou uma oficina de litografia e deu aulas de desenho, o artista se muda para a Cidade do México em 1888, momento em que teria definido sua identidade visual própria. Enquanto viveu na cidade de León e esteve dedicado à sua própria empresa, o cunho político das obras de Guadalupe Posada foi deixado de lado e o ilustrador trabalhou principalmente com panfletos religiosos e rótulos de marcas de cigarro e bebida. Em León, foi afetado por desastrosas enchentes no ano de 1888, que foram amplamente retratadas em suas obras e o incentivaram a transferir-se para outra cidade. Instalado na Cidade do México, num período de efervescente insatisfação com o governo porfirista, o teor político de suas obras foi retomado, quase sempre com elementos irônicos e humorísticos.

Imageticamente, o trabalho de Guadalupe Posada foi marcado por representações de crimes, figuras políticas e, mais notoriamente, pelas calaveras, esqueletos vestidos e engajados em atividades humanas diversas. As calaveras foram criadas pelo desenhista parceiro de José Guadalupe chamado Manuel Manilla, que já as publicava desde 1883. Entretanto, elas foram realmente popularizadas por Guadalupe Posada. 

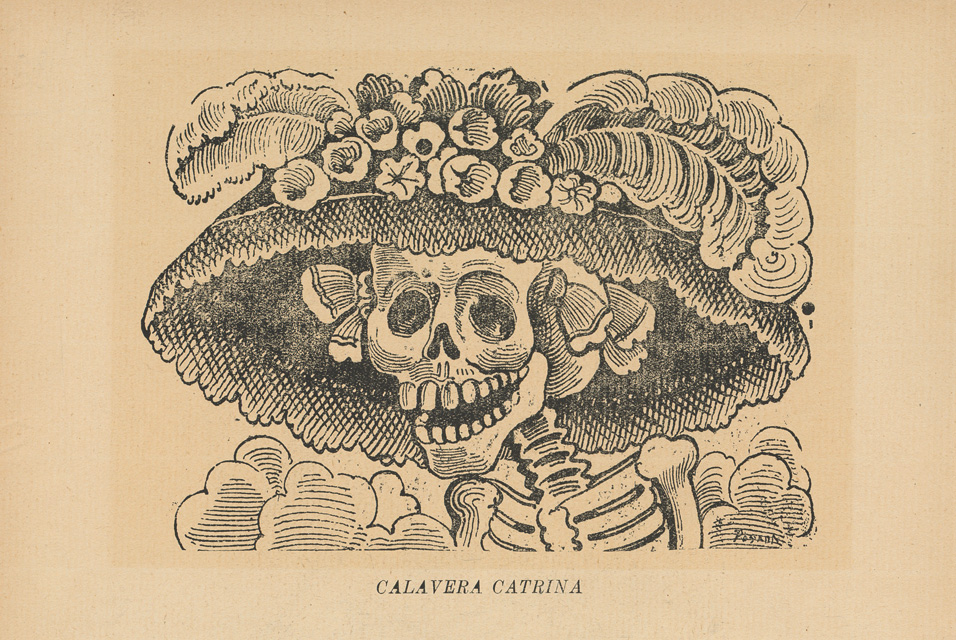
Gravura “La Calavera Catrina”, por José Guadalupe Posada, 1910.

Uma de suas principais obras, “La Calavera Catrina” ("A Calaveira Catrina"), publicada em 1910 em um panfleto, retrata uma caveira vestida com um chapéu europeu da época, com o subtítulo “las que hoy son empolvadas garbanceras, pararán en deformes calaveras” (“as que hoje são garbanceras empoeiradas, acabarão se tornando caveiras”). Garbancera era uma expressão da época que se referia às mulheres de origem indígena que incorporavam elementos culturais europeus. “La Catrina” exemplifica perfeitamente o caráter crítico e irônico das obras de José Guadalupe Posada, que, no caso em questão, ironiza e critica a importação de costumes europeus em detrimento dos costumes mexicanos. 
Na Cidade do México, a maioria do trabalho de Guadalupe Posada foi publicada por Antonio Vanegas Arroyo, um escritor e editor associado a diversos periódicos, com quem produziu desde livros infantis, propagandas e rótulos até os panfletos políticos vendidos por alguns centavos. Os panfletos políticos eram inúmeros e abordavam diversas questões, como o governo porfirista,  às vezes enaltecido e em outras ridicularizado por Guadalupe Posada, as dívidas externas do México e a interferência norte-americana em Cuba. Também retratava temáticas relacionadas às camadas mais baixas da população, como questões trabalhistas nas fábricas e nas plantações.

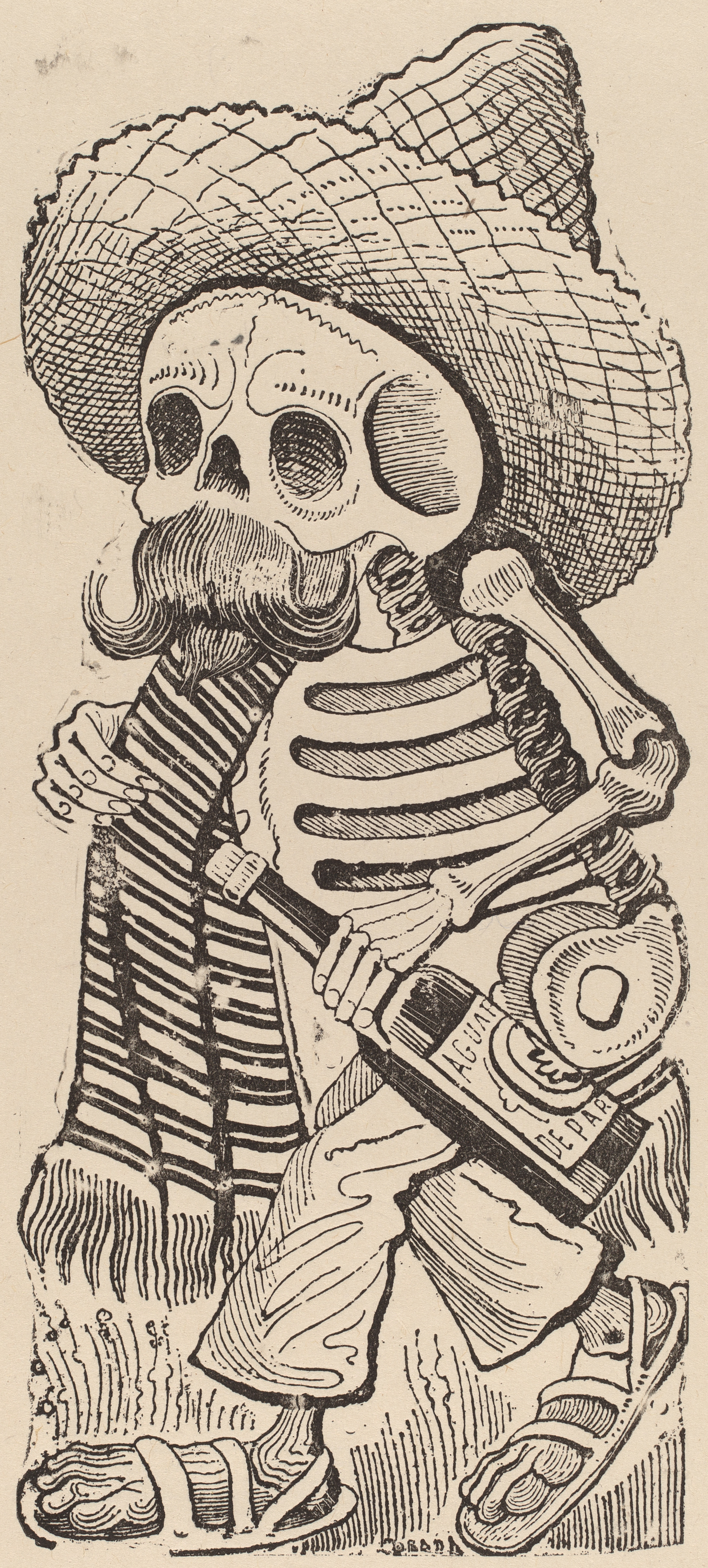
Gravura "Calavera Maderista", por José Guadalupe Posada, 1910.

Quando no fim do governo porfirista, José Guadalupe Posada apoiou o governo de Francisco Madero, que tomou o poder em 1911, durante a eclosão da Revolução Mexicana. Entre 1910 e 1913, anos inicias da Revolução e finais da vida de José Guadalupe, o artista produziu intensamente, indicando às vezes seu apoio não só a Madero, mas também a Emiliano Zapata, líder revolucionário do estado de Morelos, e às suas reivindicações. Entretanto, ambas as figuras foram retratadas com certa ambivalência, Madero pela decepção que seu governo gerou em relação às suas promessas e Zapata pela violência dos conflitos revolucionários. Retratava a Revolução e suas figuras como heróis, como sua representação das mulheres envolvidas com o conflito na obra “Calavera de la Adelita”.
Durante a Revolução Mexicana, Guadalupe Posada produziu a gravura “Calavera Maderista”, em 1910, que representa Francisco Madero como um esqueleto vestido de trajes e com elementos associados às populações camponesas do México, como o chapéu, as sandálias e a garrafa de aguardente, que remete às plantações de agave - planta usada na produção de destilados - de Madero, aproximando sua figura às camadas e reivindicações populares.
José Guadalupe Posada faleceu na Cidade do México em 1913, nos anos iniciais da Revolução Mexicana, devido a uma gastroenterite. Sua esposa e seu único filho já haviam falecido e Guadalupe Posada, empobrecido, foi enterrado em uma cova comum. O gravador não foi reconhecido como um artista durante sua vida, e teve seu trabalho recuperado por artistas mexicanos na década de 1930.

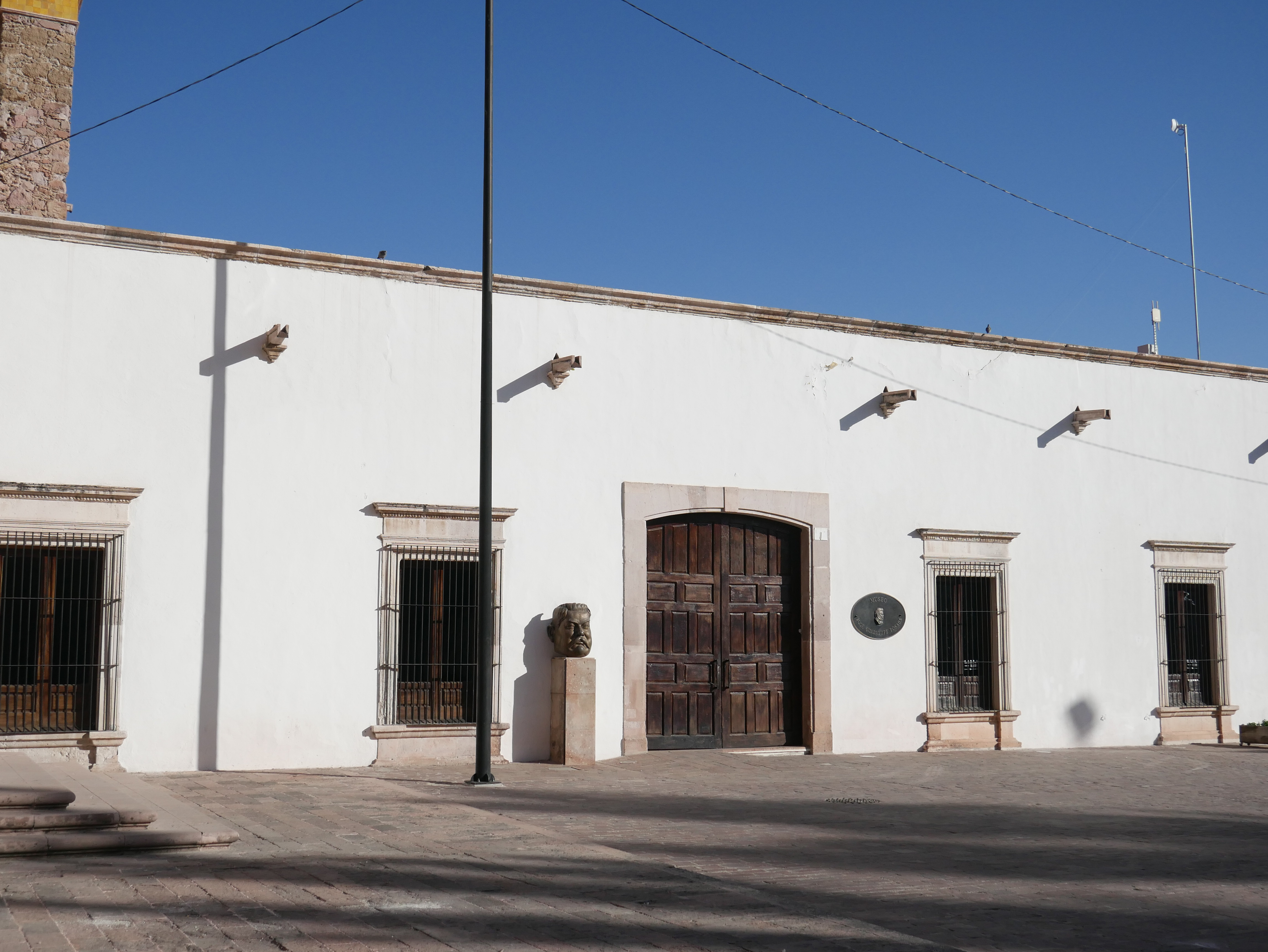
Fachada do Museu José Guadalupe Posada, em Aguascalientes, no México.

## Legado
Estima-se que, desde o início de sua carreira como gravador na década de 1870, José Guadalupe Posada tenha produzido entre 15000 e 20000 imagens para periódicos, panfletos, livros, etc. Falecido no anonimato, Guadalupe Posada foi recuperado por diversos artistas mexicanos nas décadas de 1920 e 1930, primeiramente pelo pintor modernista Dr. Atl (Geraldo Murillo) e posteriormente pelo publicitário francês de ascendência mexicana Jean Charlot, que introduziu as gravuras aos muralistas mexicanos Diego Rivera e José Clemente Orozco. Rivera estampou Guadalupe Posada e sua “Calavera Catrina” na obra “Sueño de una Tarde Dominical en la Alameda Central” ("Sonho de uma Tarde Dominical na Alameda Central”) e afirmou que sua obra estava tão próxima do espírito mexicano que poderia ser sua abstração.

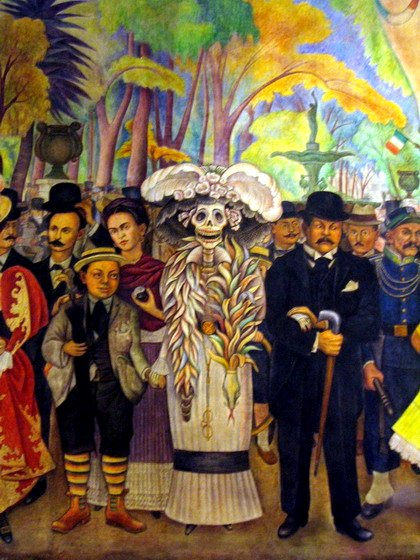
Trecho do mural "Sueño de una Tarde Dominical en la Alameda Central", em que estão representados José Guadalupe Posada à direita e sua Calavera Catrina, no centro, além da artista mexicana Frida Kahlo. Diego Rivera, 1947.

Essa recuperação das obras de José Guadalupe Posada promovida por artistas modernistas mexicanos foi fundamental para estabelecer o gravador como uma referência fundamental e sua obra como a personificação da essência mexicana. Suas calaveras foram reproduzidas inúmeras vezes e transformadas em símbolos da identidade mexicana e de sua relação com a morte, uma morte inevitável, social e equalizante.  
Em 1929, o livro de Anita Brenner, Idols Behind Altars, usou ilustrações de Posada. Brenner chamou Posada de profeta e o ligou aos mexicas, camponeses e operários. A autora norte-americana Frances Toor promoveu Posada como folclore com seu livro de 1930 Posada: Grabador Mexicano, a primeira monografia sobre Posada. Rivera comentou sobre 406 gravuras de Posada no prefácio do livro.
Quando Leopoldo Méndez voltou dos programas de Missões Culturais da Secretaria Mexicana de Educação Pública em Jalisco, Méndez conheceu as gravuras de Posada e o adotou como herói artístico e cultural. Um dos últimos projetos de Méndez foi um estudo de Posada, onde Méndez reproduziu mais de 900 ilustrações de Posada.

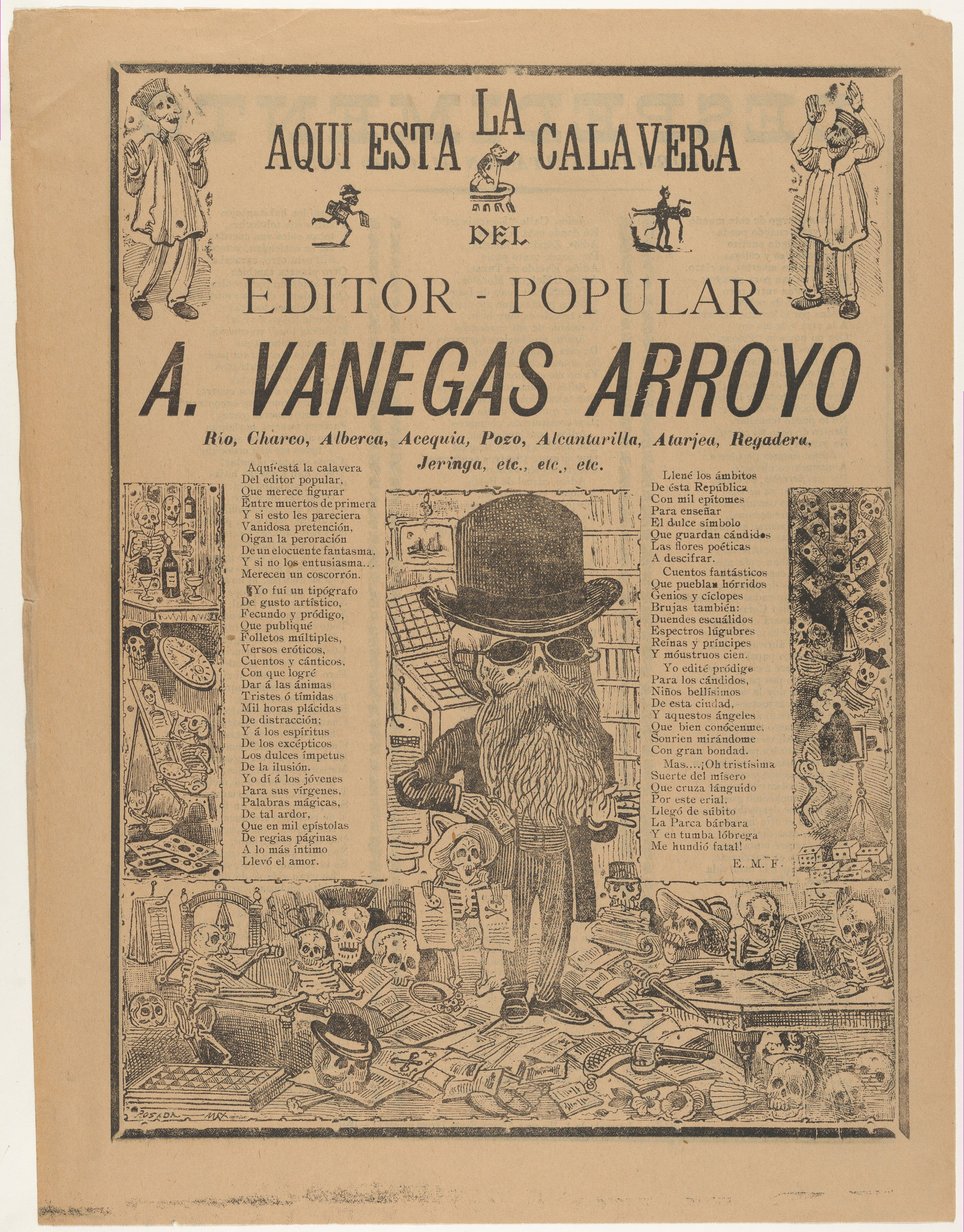
O esqueleto do editor do povo (Antonio Vanegas Arroyo)

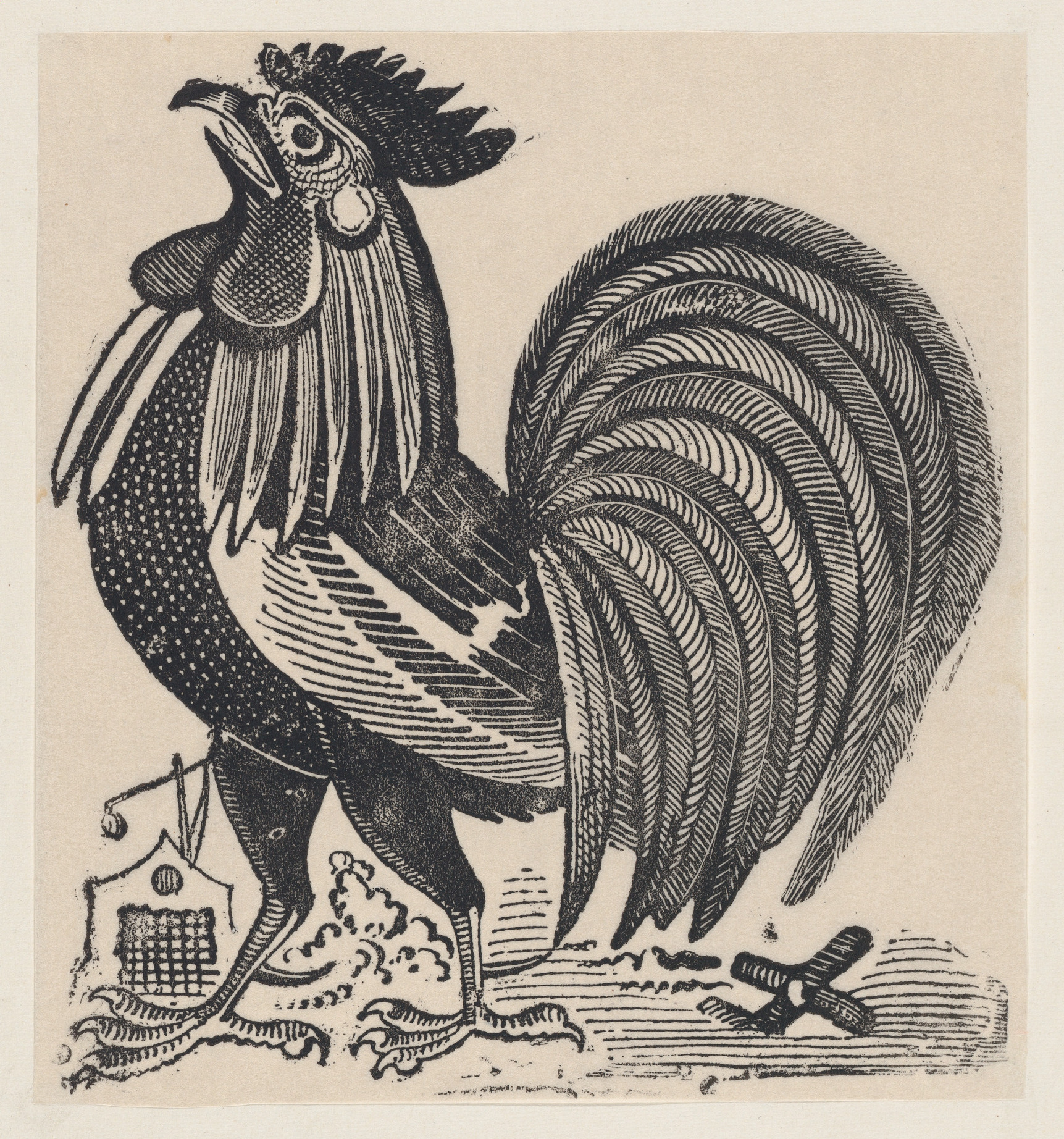
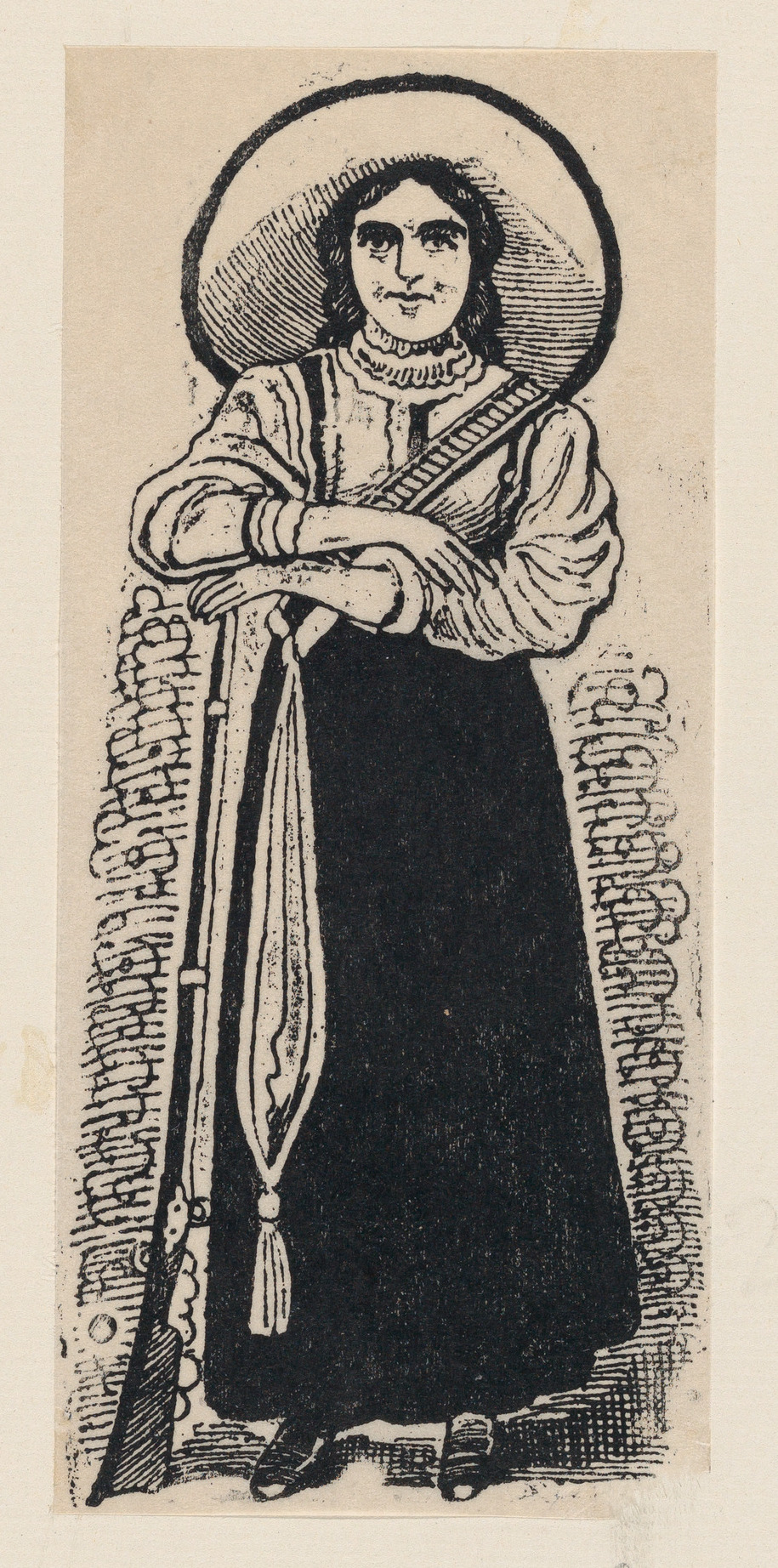
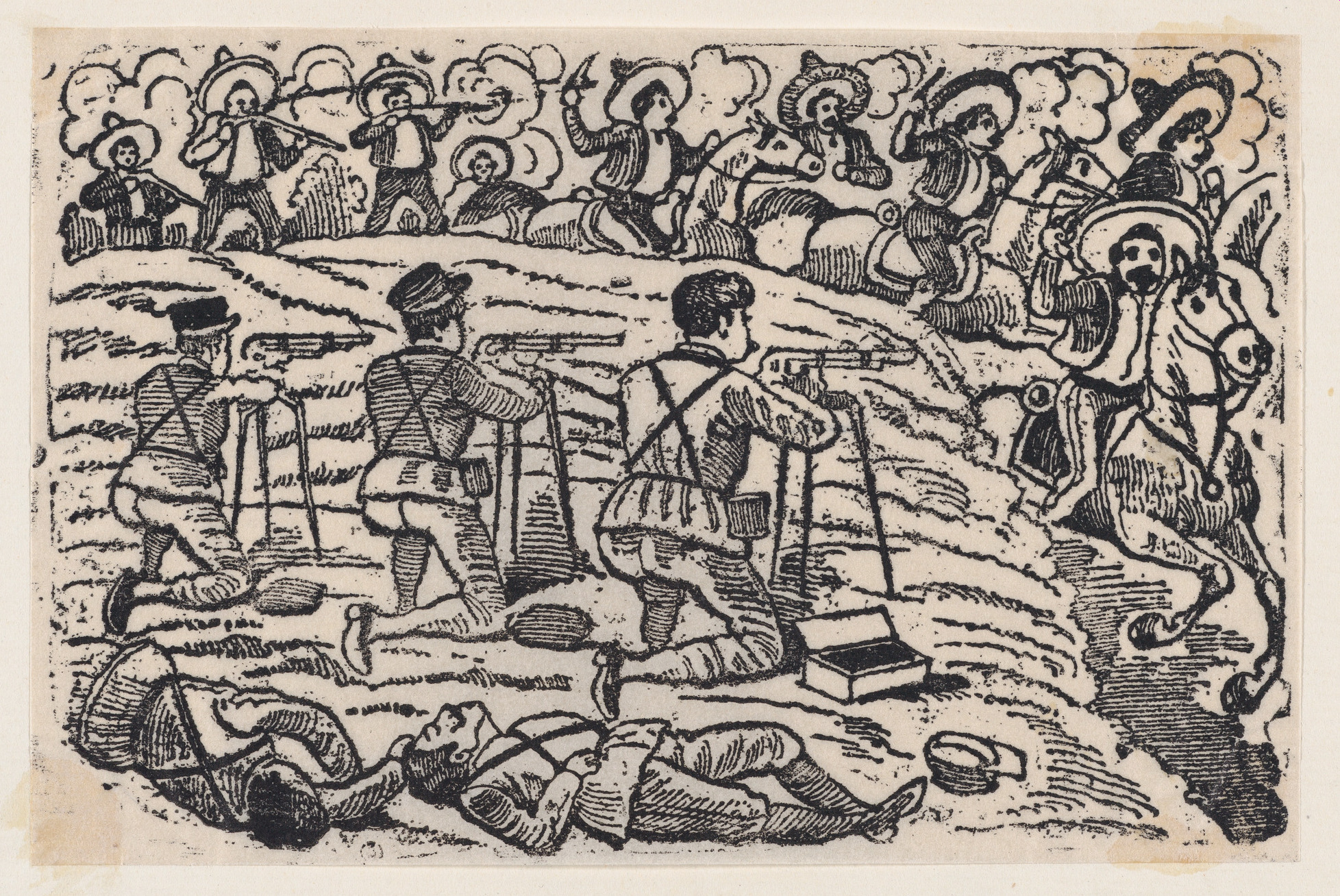
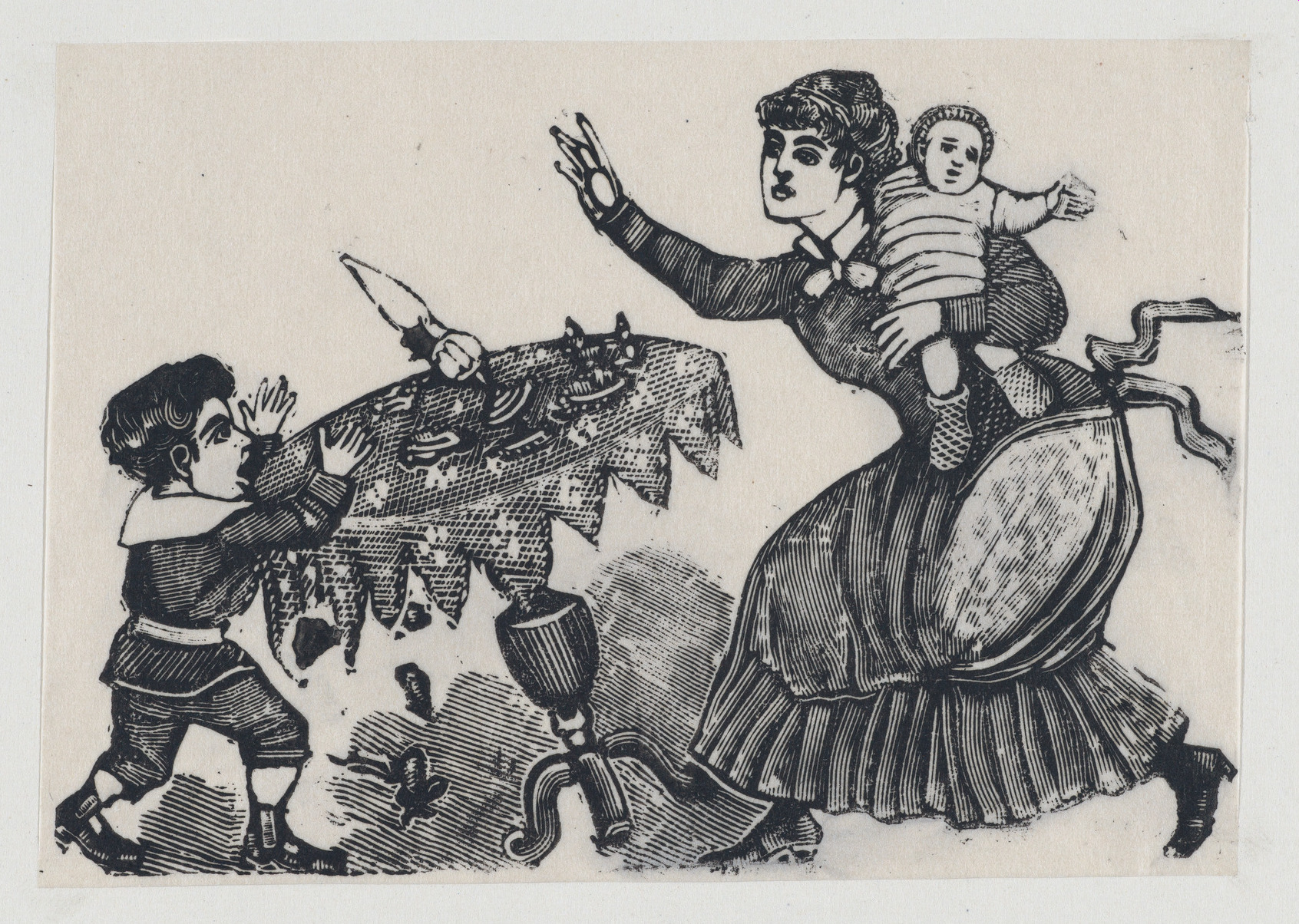
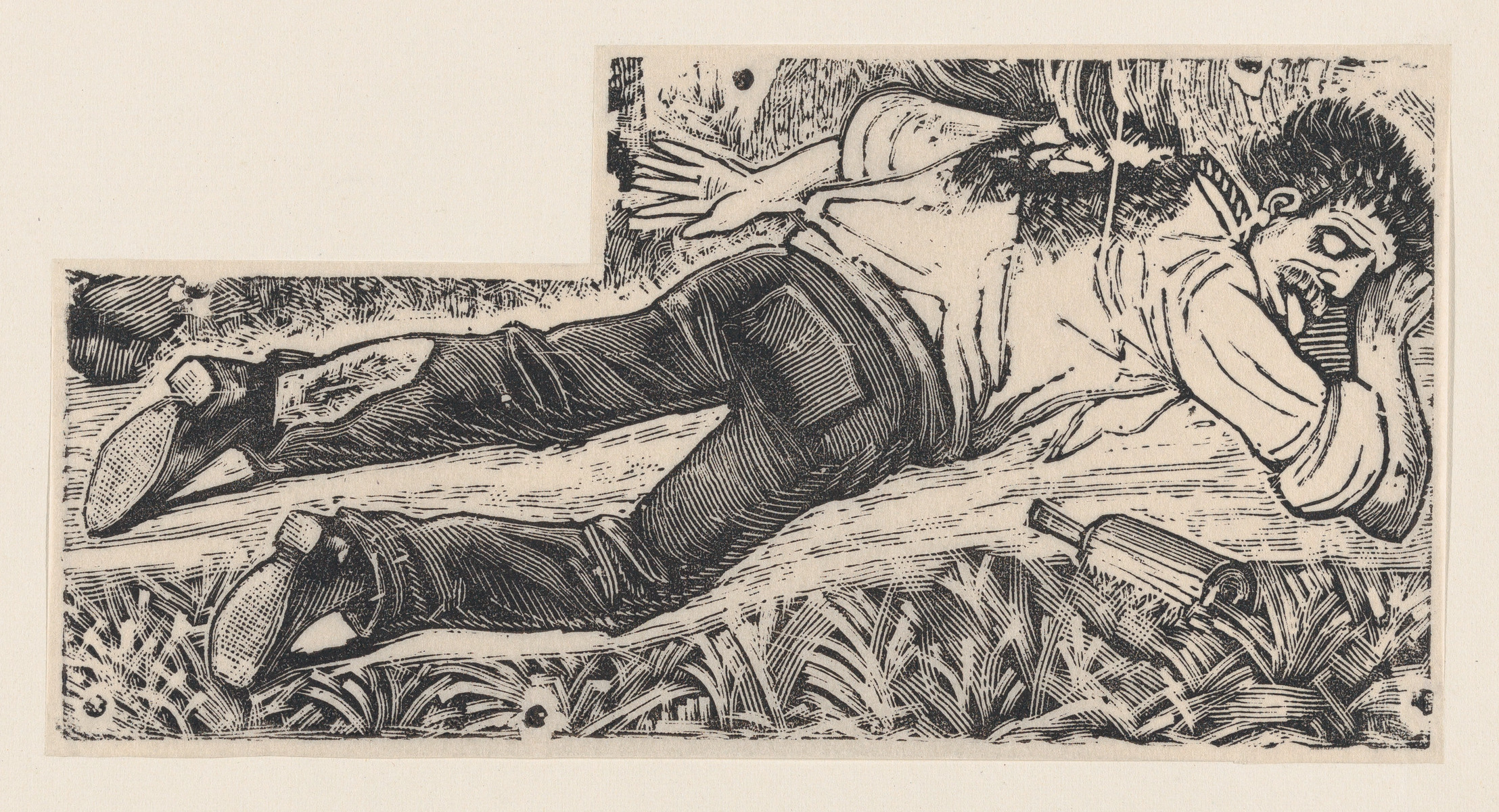
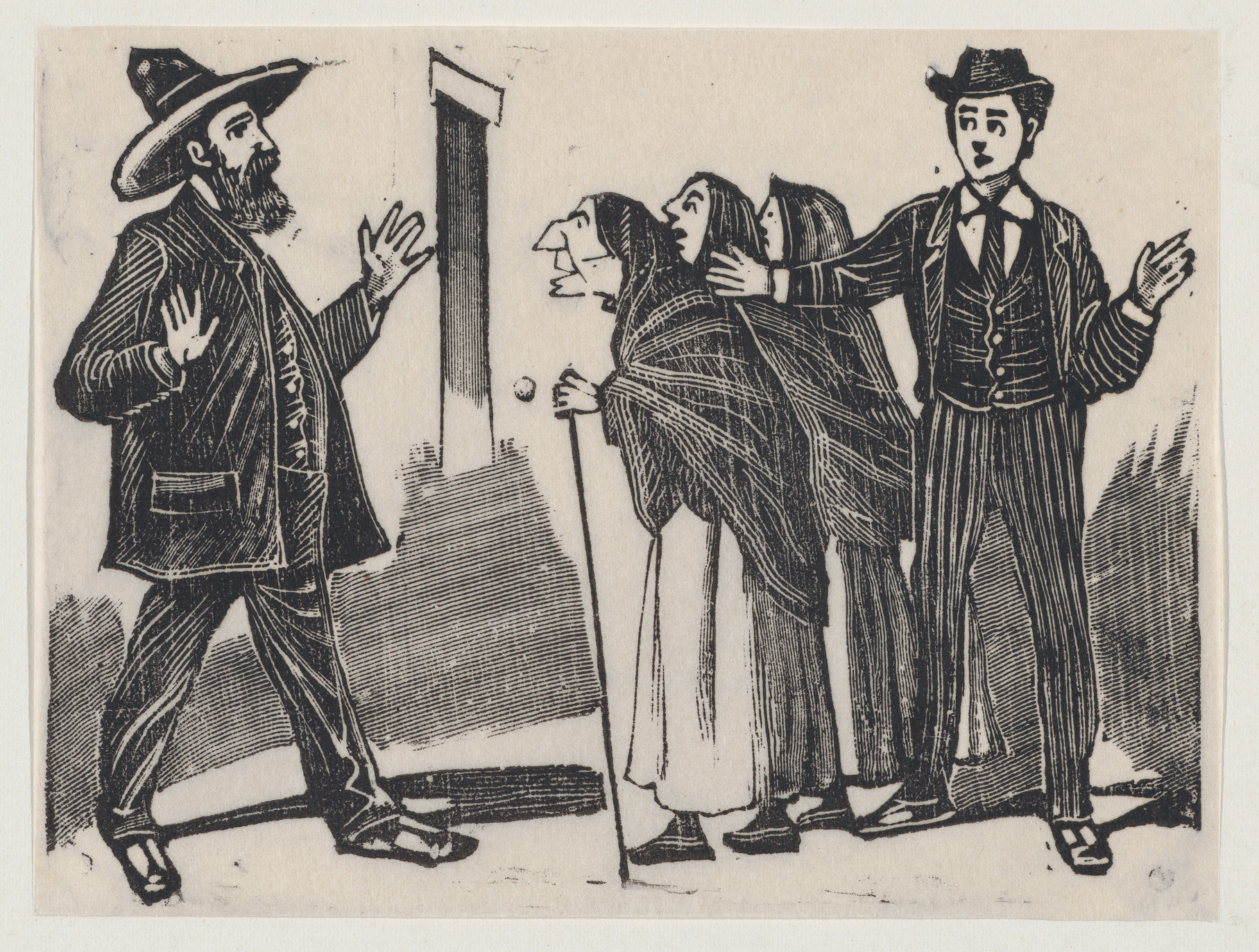
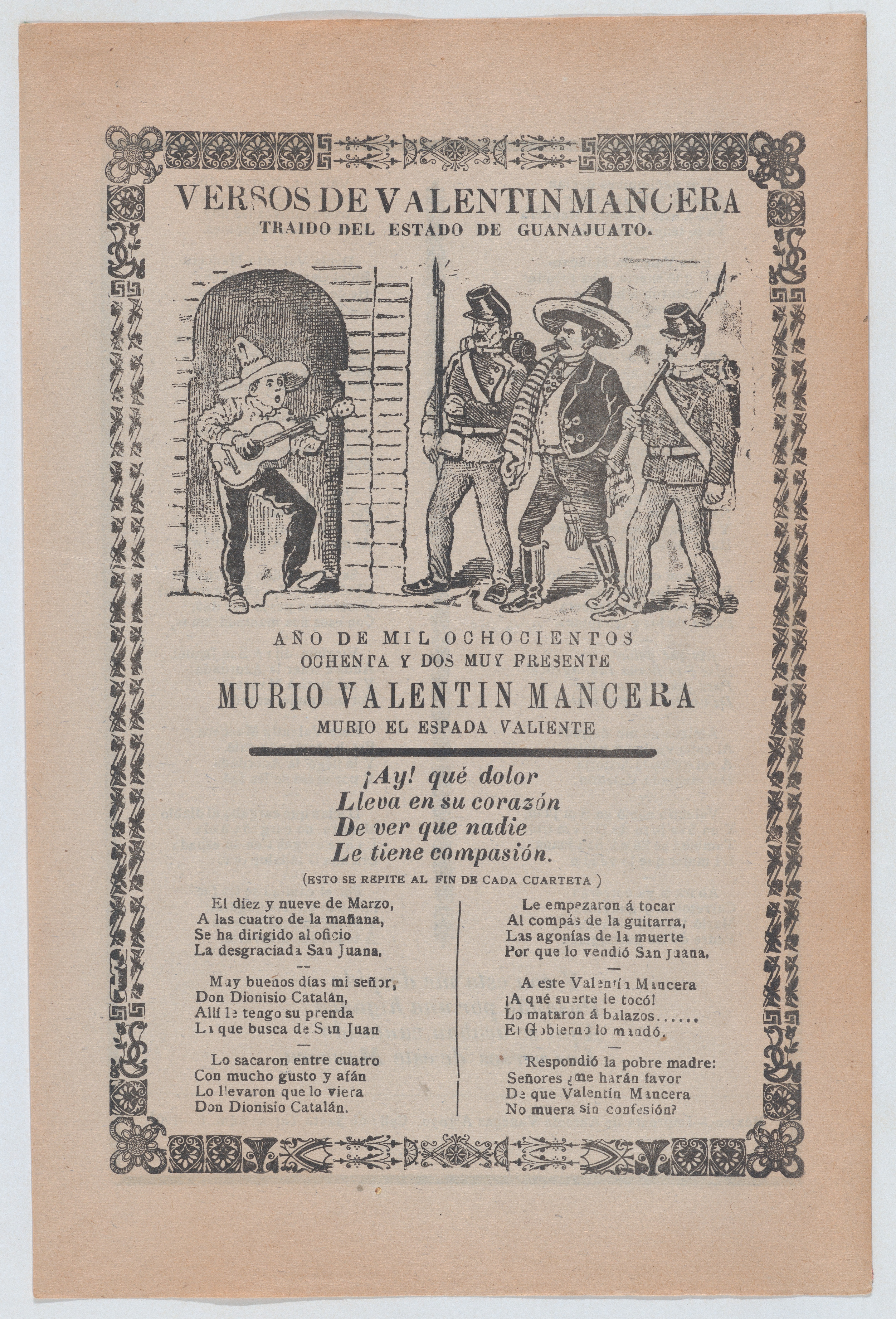
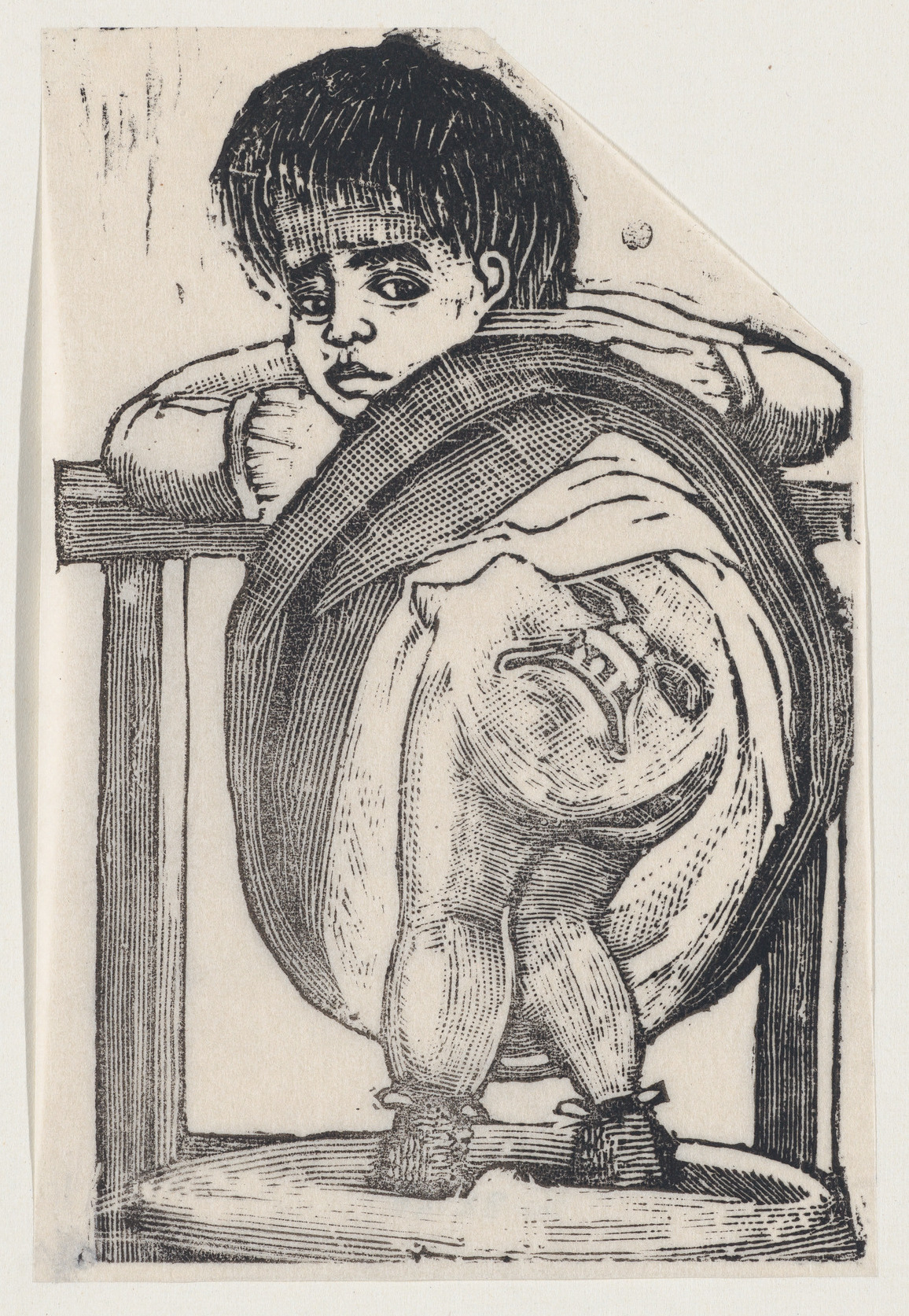
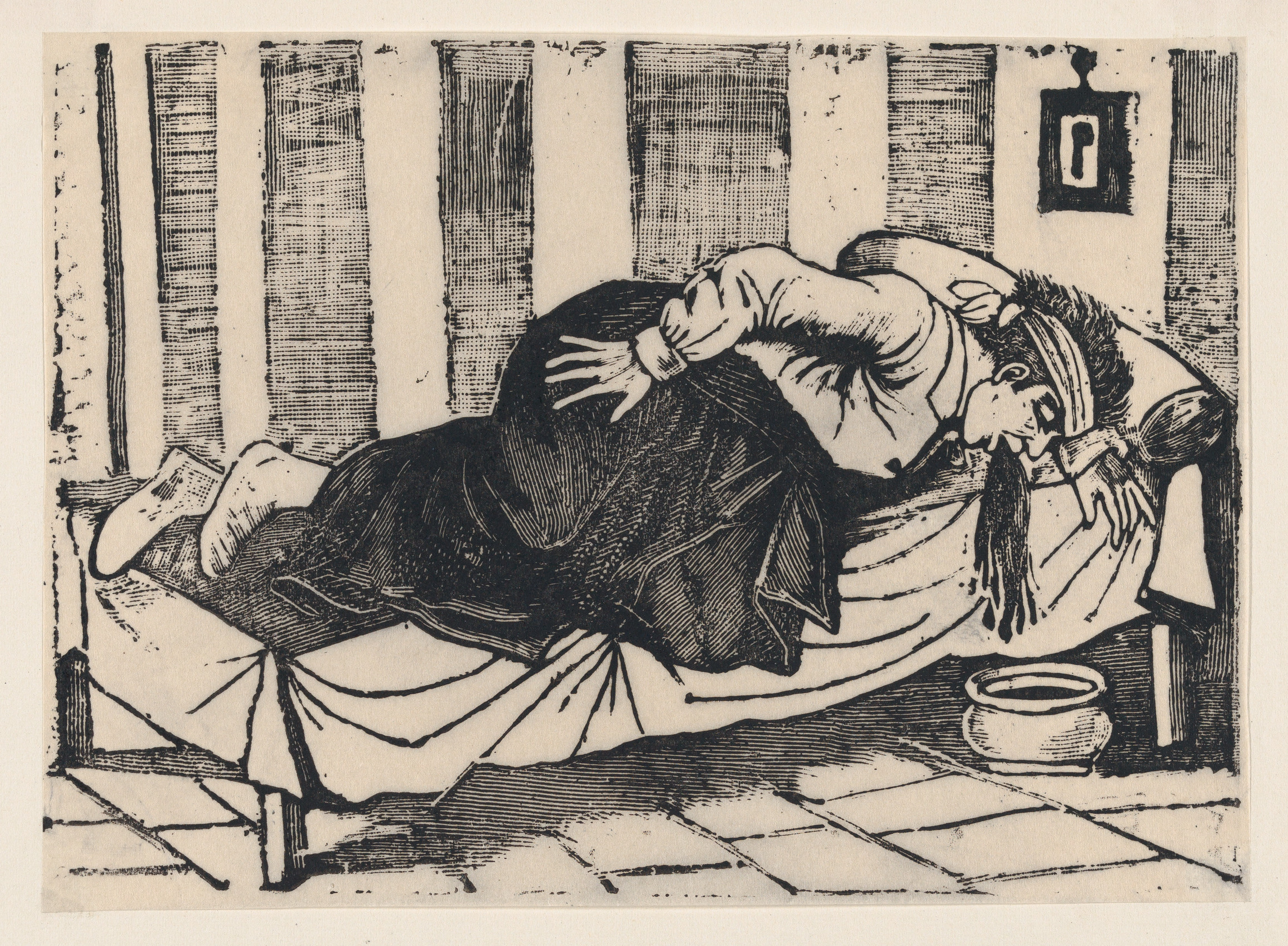
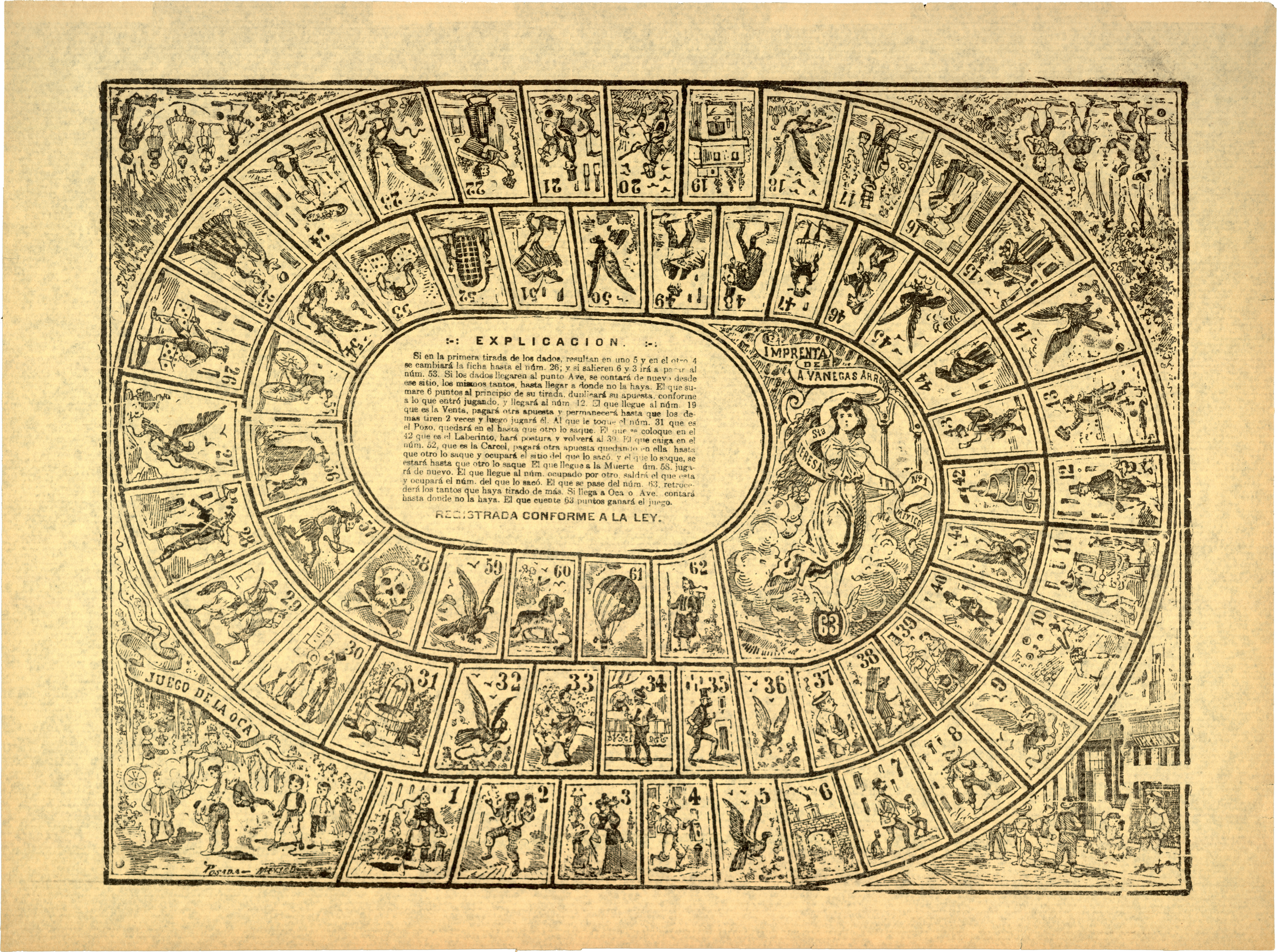
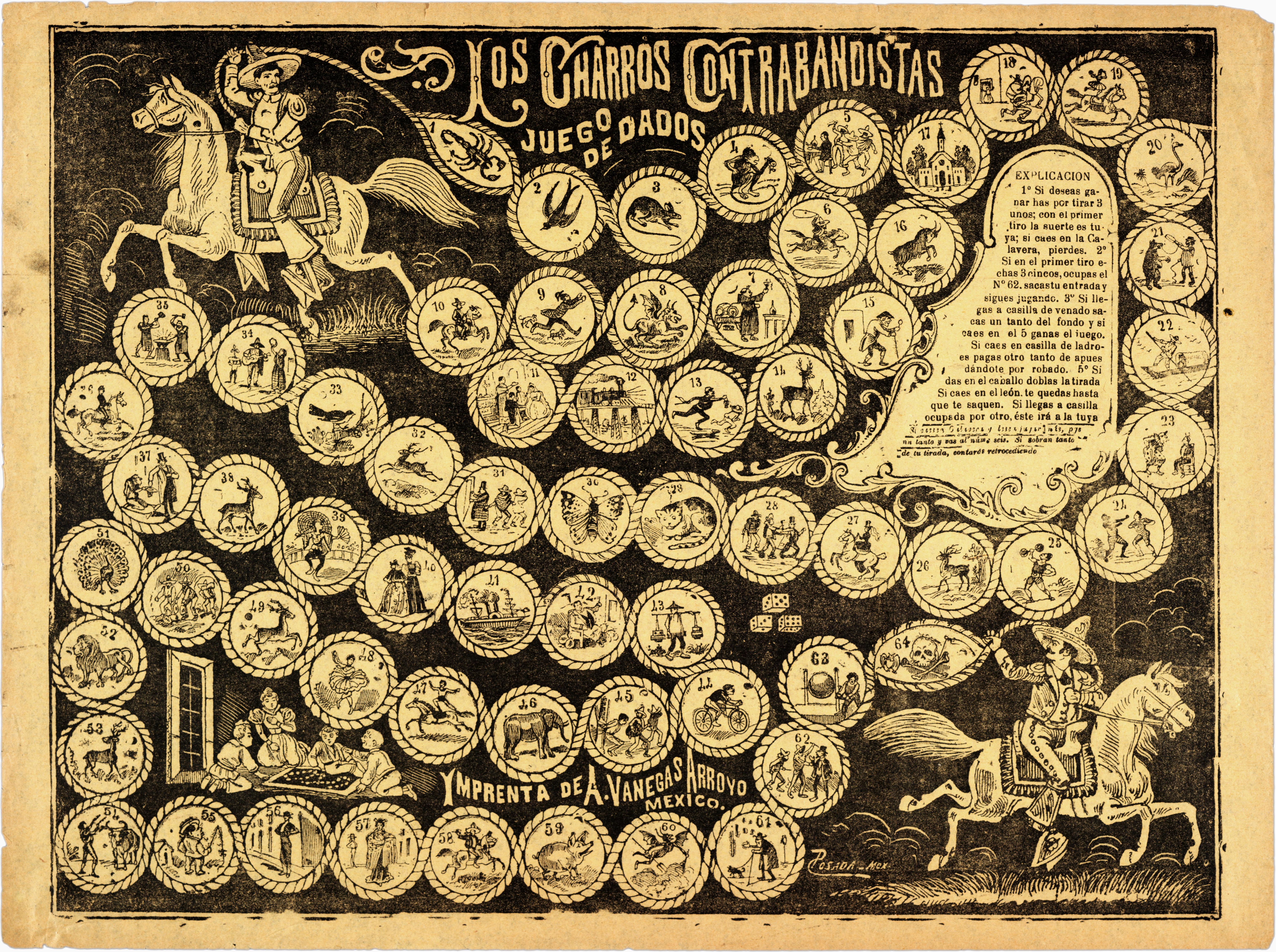
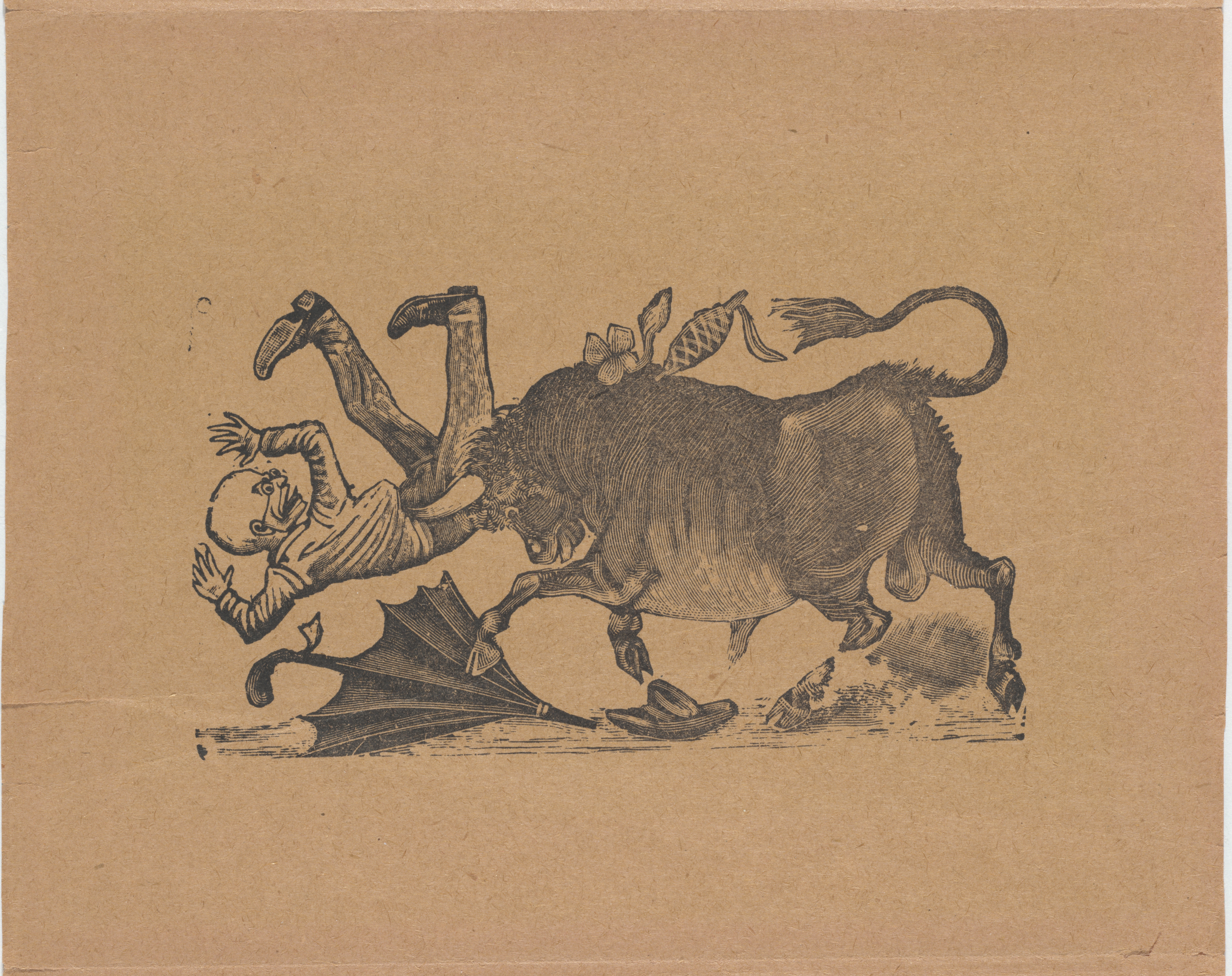